# Galaxie spirale régulière

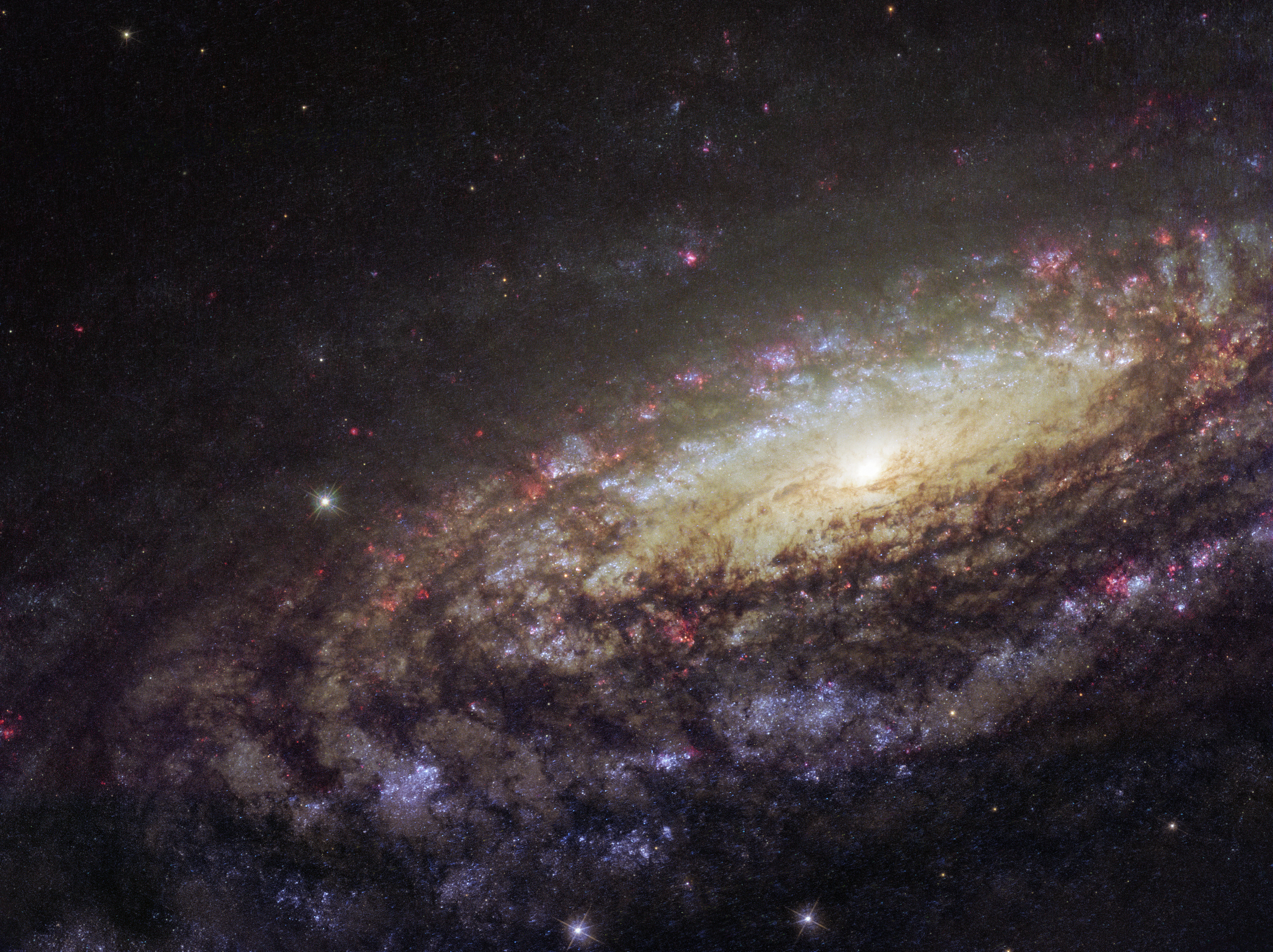
La galaxie spirale NGC 7331 imagée par le télescope spatial Hubble. Cette galaxie ne possède pas de structure barrée en son centre, il s'agit donc d'une galaxie spirale régulière.

Une galaxie spirale régulière est une galaxie spirale qui ne possède pas de barre centrale, à la différence par exemple d'une galaxie spirale barrée. Elles sont désignées par la cote « Sa » dans la séquence de Hubble,.
Les galaxies spirales sans barres sont l'un des trois types généraux de galaxies spirales selon le système de classification de Vaucouleurs, les deux autres étant les galaxies spirales intermédiaires et les galaxies spirales barrées. Selon le diapason de Hubble, c'est l'un des deux types généraux de galaxies spirales, l'autre étant les spirales barrées.